# Corbetta
Corbetta – miejscowość i gmina we Włoszech, w regionie Lombardia, w prowincji Mediolan.
Według danych na rok 2004 gminę zamieszkiwało 13 678 osób, 759,9 os./km².